# آيت الحاج (آيت احمامة)

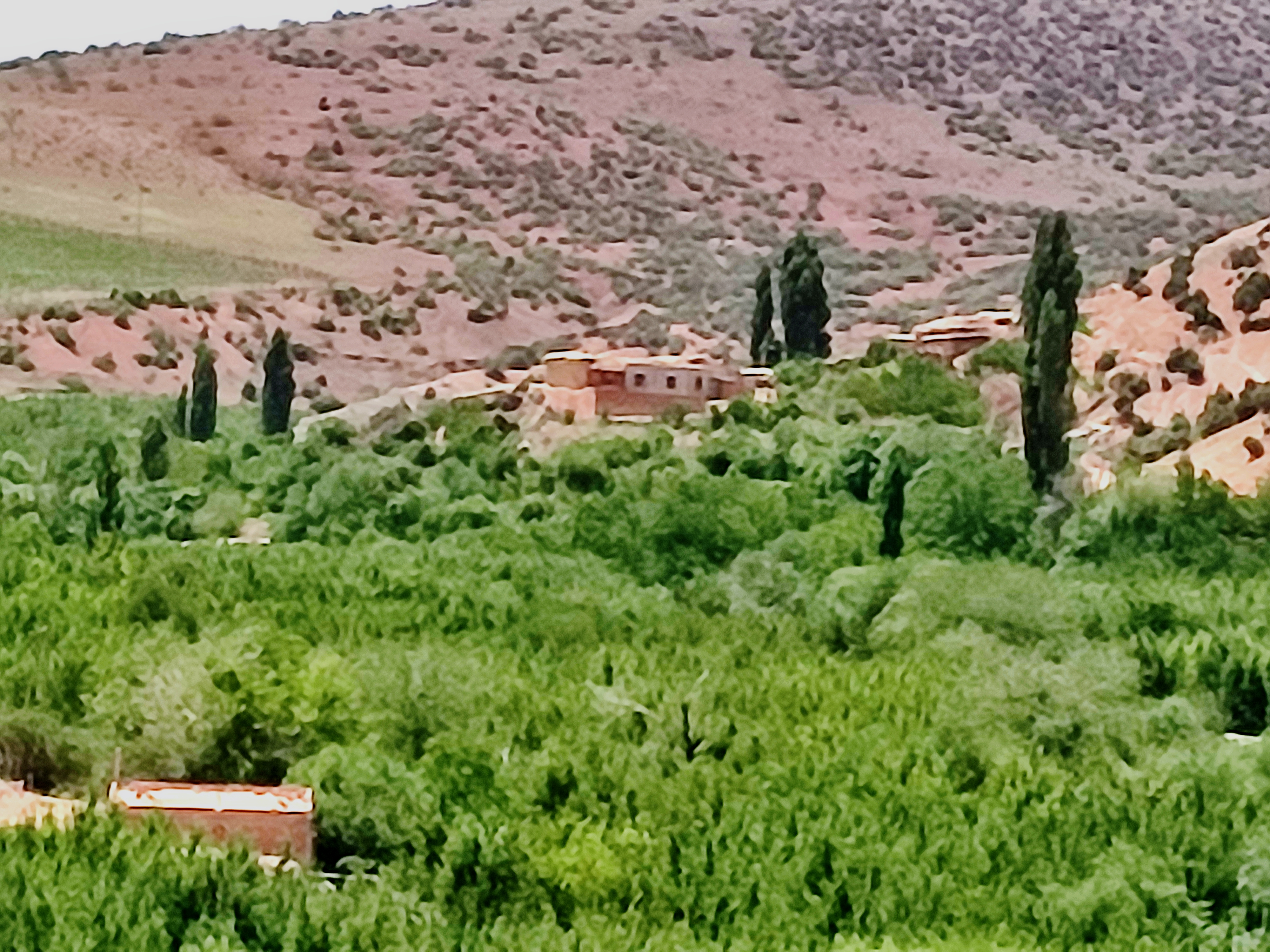
صورة لدوار آيت الحاج آيت حمامة جماعة إيتزر إقليم ميدلت المغرب

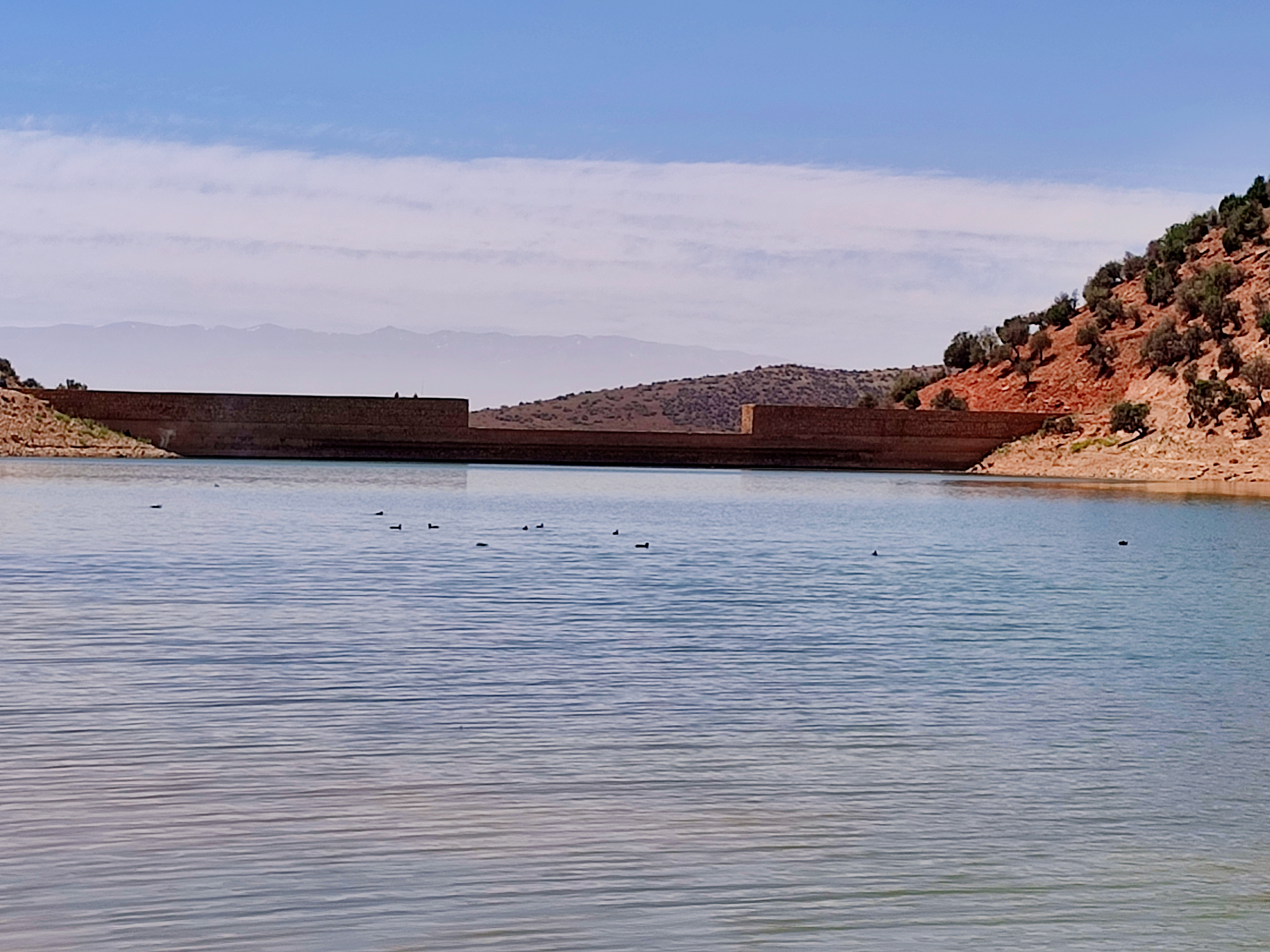
آيت الحاج

آيت الحاج هو دُوَّار يقع بجماعة إيتزر، إقليم ميدلت، جهة درعة تافيلالت في المملكة المغربية. ينتمي الدوّار لمشيخة آيت احمامة التي تضم 6 دواوير. يقدر عدد سكانه بـ 422 نسمة حسب الإحصاء الرسمي للسكان والسكنى لسنة 2004.
يوجد قريبا من الدوار سد آيت الحاج، و قد تم  تطعيم سد ايت الحاج بالتروتة القزحية المعدة للصيد استعدادا لافتتاح موسم الصيد الرياضي 2022/2023 الذي يصادف 20 مارس في صنف السلمونيات.

## وصلات خارجية
- البوابة الوطنية للجماعات الترابية
- المندوبية السامية للتخطيط